# Movimento Autonomista Liburnico
Il Movimento Autonomista Liburnico o Movimento Federalista Liburnico fu un gruppo politico sorto a Fiume nell'estate del 1943, sbandatosi negli ultimi mesi della seconda guerra mondiale.

## Inquadramento storico
La città di Fiume fu per secoli corpus separatum all'interno dell'Impero Austriaco e in seguito Austroungarico: a ciò è legata una lunga tradizione politica autonomista, che portò alla fondazione nel 1896 del locale omonimo partito.
Capeggiati da Riccardo Zanella, il 24 aprile 1921 gli autonomisti vinsero le elezioni parlamentari del neonato Stato libero di Fiume, ma il loro governo fu rovesciato nel marzo dell'anno successivo dal gruppo nazionalista e filofascista, riunito nel Blocco Nazionale. Zanella fu costretto all'esilio assieme a tutto il suo gabinetto, in seguito la città fu annessa al Regno d'Italia a seguito del Trattato di Roma (1924).

## La contesa per Fiume alla fine della Seconda Guerra Mondiale
La città di Fiume, uno dei luoghi simbolo della contesa adriatica fra italiani e slavi (sloveni e croati), fu dichiarata annessa alla Jugoslavia da un gruppo di partigiani sloveni e croati del movimento di liberazione, con le cosiddette Dichiarazioni di Pisino del 13 settembre 1943.
Questo evento, connesso alla caduta del fascismo, diede il la al risorgere dei mai sopiti sentimenti autonomistici fiumani. Gli eredi di Zanella - a quell'epoca esule in Francia - si ritrovarono nel Movimento Autonomo sotto la guida di alcuni dei vecchi esponenti del partito, fra i quali uno dei più autorevoli fu Mario Blasich. Richiamandosi al Trattato di Rapallo (1920) chiesero nuovamente per Fiume l'attuazione di uno statuto autonomo. Essi giudicarono impossibile un'alleanza politica con i comunisti, ritenuti troppo filoslavi, ma si opposero anche ai nazifascisti, pur non impegnandosi mai militarmente contro di essi.
All'inizio del 1944 una parte degli zanelliani, soprattutto i più giovani, confluì nel Movimento Fiume Autonoma Italiana (FAI), fondato da don Luigi Polano. Essi prefigurarono per la città il mantenimento di uno status di autonomia, simile a quello goduto ai tempi dell'Impero, propugnando anche la resistenza armata contro i nazifascisti (pur senza creare delle formazioni partigiane), ma accettando la collaborazione con gli slavi, in funzione soprattutto della tutela del patrimonio industriale cittadino, minacciato di distruzione da parte dei tedeschi. Questa componente autonomista fu considerata in modo molto sospetto e pericoloso dal movimento di liberazione jugoslavo, apparendo come una possibile alternativa alla pura e semplice annessione della città al nuovo Stato socialista di Tito.

## Il Movimento Autonomista Liburnico
Dopo la caduta del fascismo (25 luglio 1943) altri autonomisti, principalmente già militanti fascisti, aderirono al Movimento Autonomista Liburnico (o Movimento Federalista Liburnico), guidato dall'ingegner Giovanni Rubini. Ritenendo anch'essi impossibile un accordo con l'AVNOJ, progettarono la trasformazione della Provincia del Carnaro in uno Stato federato, comprendente tutti i territori annessi a seguito dell'ingrandimento della provincia dopo la vittoria italo-tedesca nella campagna di Jugoslavia del 1941: il litorale dalmata fino a Carlopago, le isole di Veglia, Arbe, Lussino e Pago, una piccola parte della Slovenia e la parte orientale dell'Istria. In tutto questo territorio, suddiviso in Cantoni sul modello svizzero, sarebbero state ammesse le lingue materne della popolazione residente, ma l'unica lingua ufficiale sarebbe stata quella italiana.
Il Movimento ufficializzò il suo progetto, inviandone copia ai governi di Roma, Berlino, Washington e Londra, ma in città ebbe uno scarso seguito anche fra gli altri autonomisti, soprattutto a causa del suo aperto appoggio ai nazifascisti, che lo sfruttarono abilmente in senso propagandistico.
Fra gli esponenti più in vista del Movimento vanno ricordati: Ramiro Antonini, Icilio Bacci, Salvatore Belasic (o Bellasich), Carlo Colussi, Riccardo Gigante, Ruggero Gotthardi, Arturo Maineri, Ettore Rippa, Gino Sirola, Antonio Vio e Arnaldo Viola. Di questi, in seguito gli jugoslavi uccisero Bacci, Colussi, Gigante e Sirola.

## Il "memorandum Rubini"
Il ritrovamento del progetto autonomista di Rubini nel corso di una perquisizione, all'interno di un fascicolo intitolato "memorandum Rubini", fu la causa formale prescelta dai tedeschi per giustificare l'arresto del questore di Fiume Giovanni Palatucci, il 13 settembre 1944. Da ciò si fa ritenere che Palatucci fosse fra i fautori della soluzione Federalista propugnata dal Movimento Autonomista Liburnico.

## L'occupazione militare jugoslava
Le truppe di Tito entrarono a Fiume il 3 maggio 1945, senza che si fosse sviluppato in città alcun movimento insurrezionale di rilievo.
Fin dai mesi precedenti però la propaganda jugoslava aveva deliberatamente considerato gli autonomisti come se fossero un tutt'uno, accusandoli di tradimento, attendismo e fascismo, onde indebolirne la posizione in città. Dalle prime ore dell'occupazione, la polizia segreta jugoslava organizzò delle squadre per andare alla ricerca dei capi autonomisti: fu così che fra il 3 e il 4 maggio persero la vita Mario Blasich, Nevio Skull, Mario De Hajnal, Giuseppe Sincich, Radoslav Baucer ed altri autonomisti.
La loro sorte era stata anticipata da quella di Giovanni Rubini, che venne ucciso da un commando jugoslavo sulle scale di casa il 21 aprile 1945.